# Lejeunea mimula
Lejeunea mimula là một loài Rêu trong họ Lejeuneaceae. Loài này được Hürl. mô tả khoa học đầu tiên năm 1993.